# Rainiera stricta
 Rainiera stricta  Greene, 1898  è una specie di pianta angiosperma dicotiledone della famiglia delle Asteraceae (sottofamiglia Asteroideae).  Rainiera stricta è anche l'unica specie del genere  Rainiera  Greene, 1898 .

## Etimologia
Il nome del genere (Rainiera) deriva probabilmente dal nome del monte Rainier che si trova nellA stessa regione (stato di Washington) della pianta. L'epiteto specifico (stricta) significa "stretto" e fa riferimento alla particolare forma dell'infiorescenza.
Il nome scientifico della specie è stato definito dal botanico Edward Lee Greene (1843-1915) nella pubblicazione " Pittonia; a Series of Papers Relating to Botany and Botanists. Berkeley, CA" (  Pittonia 3(18): 291) del 1898. Il nome scientifico del genere è stato definito nella stessa pubblicazione.

## Descrizione

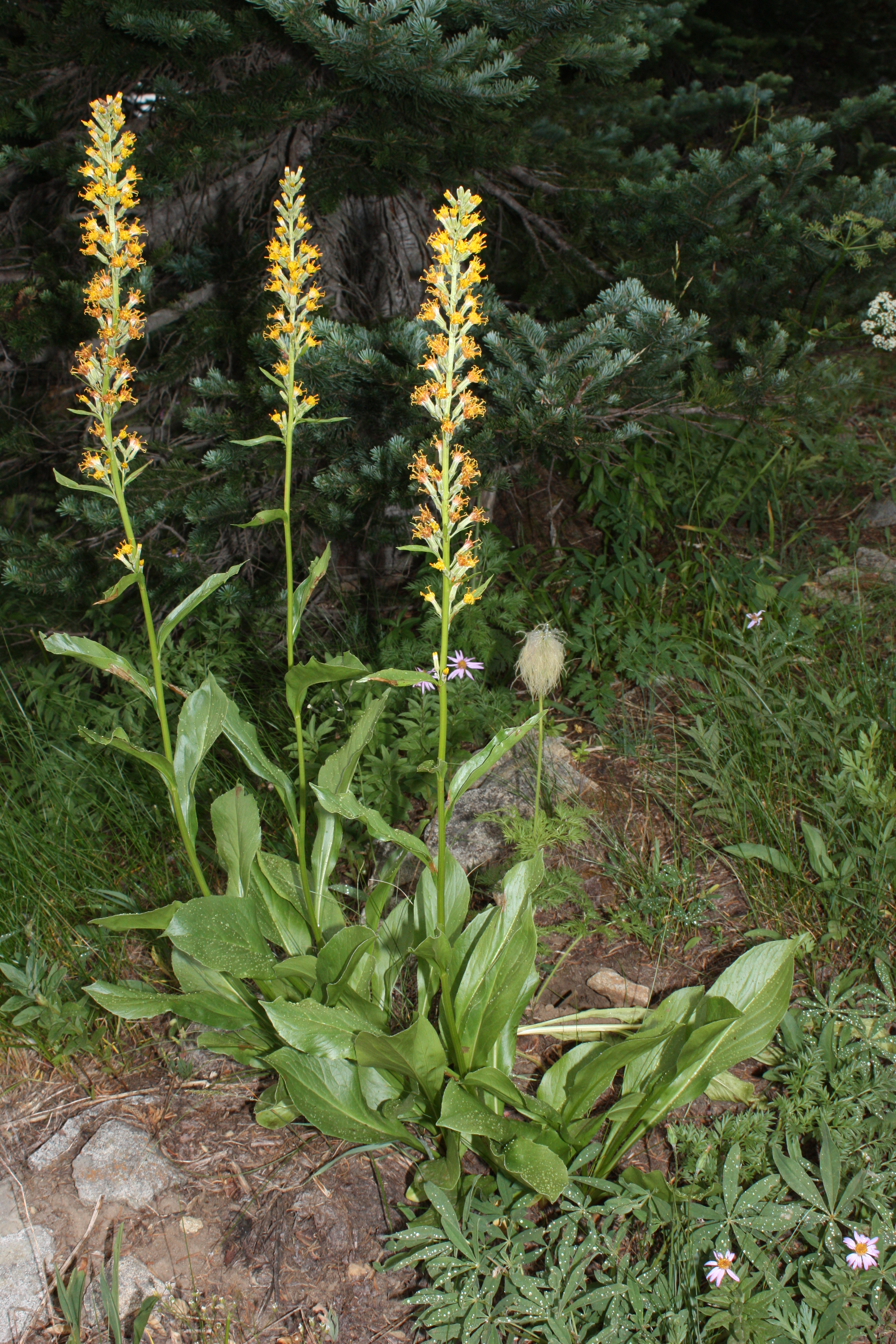
Il portamento

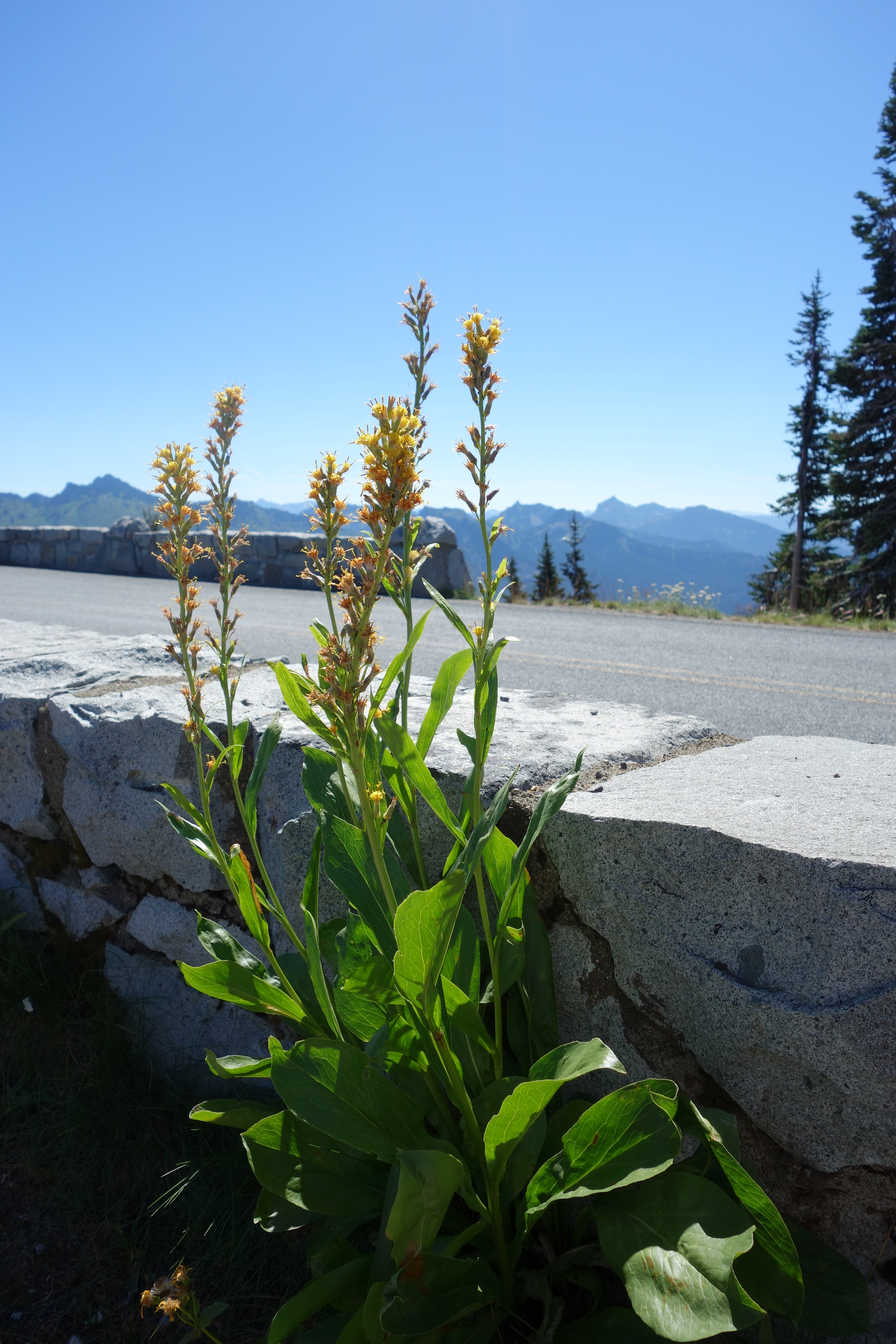
Le foglie

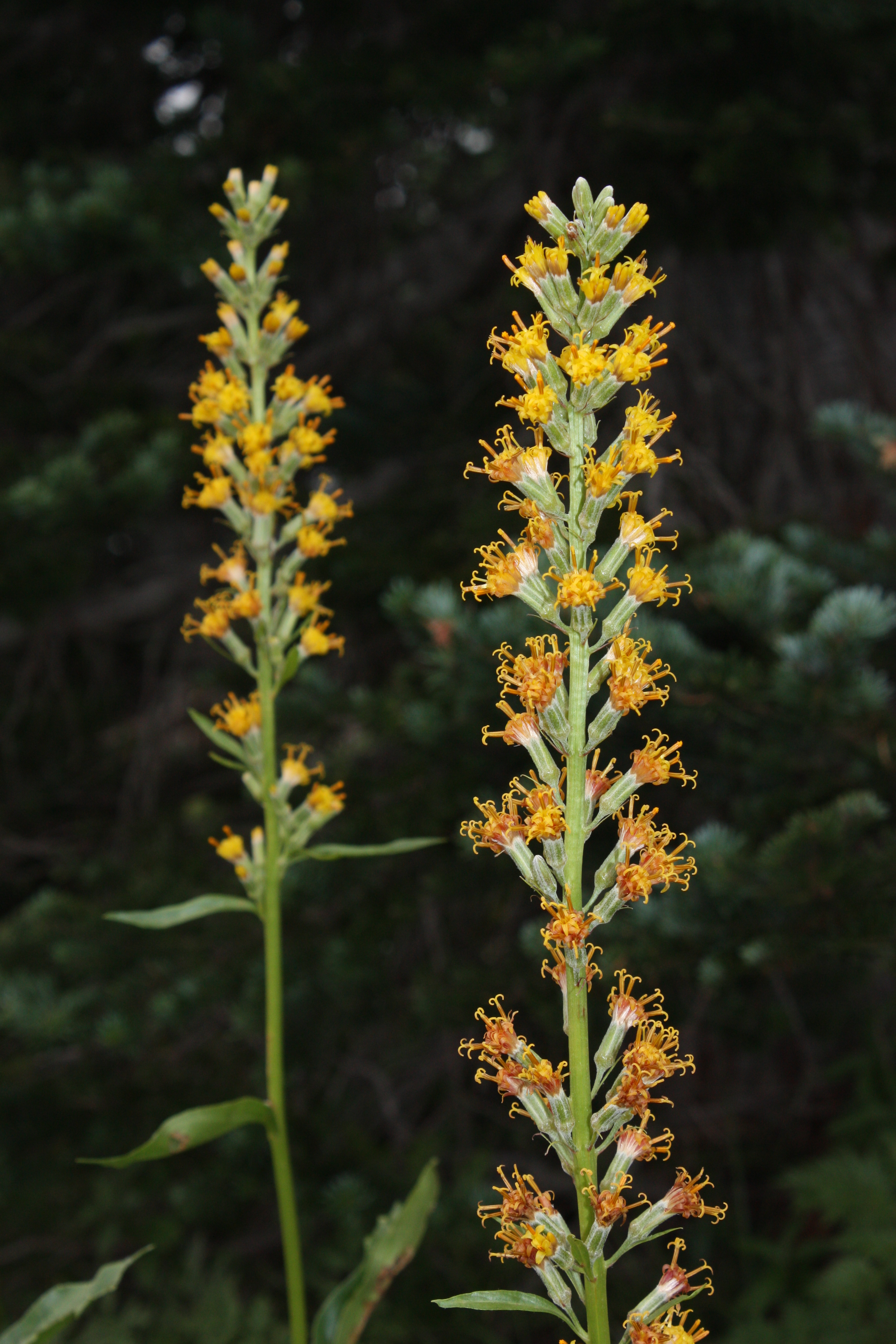
Infiorescenza

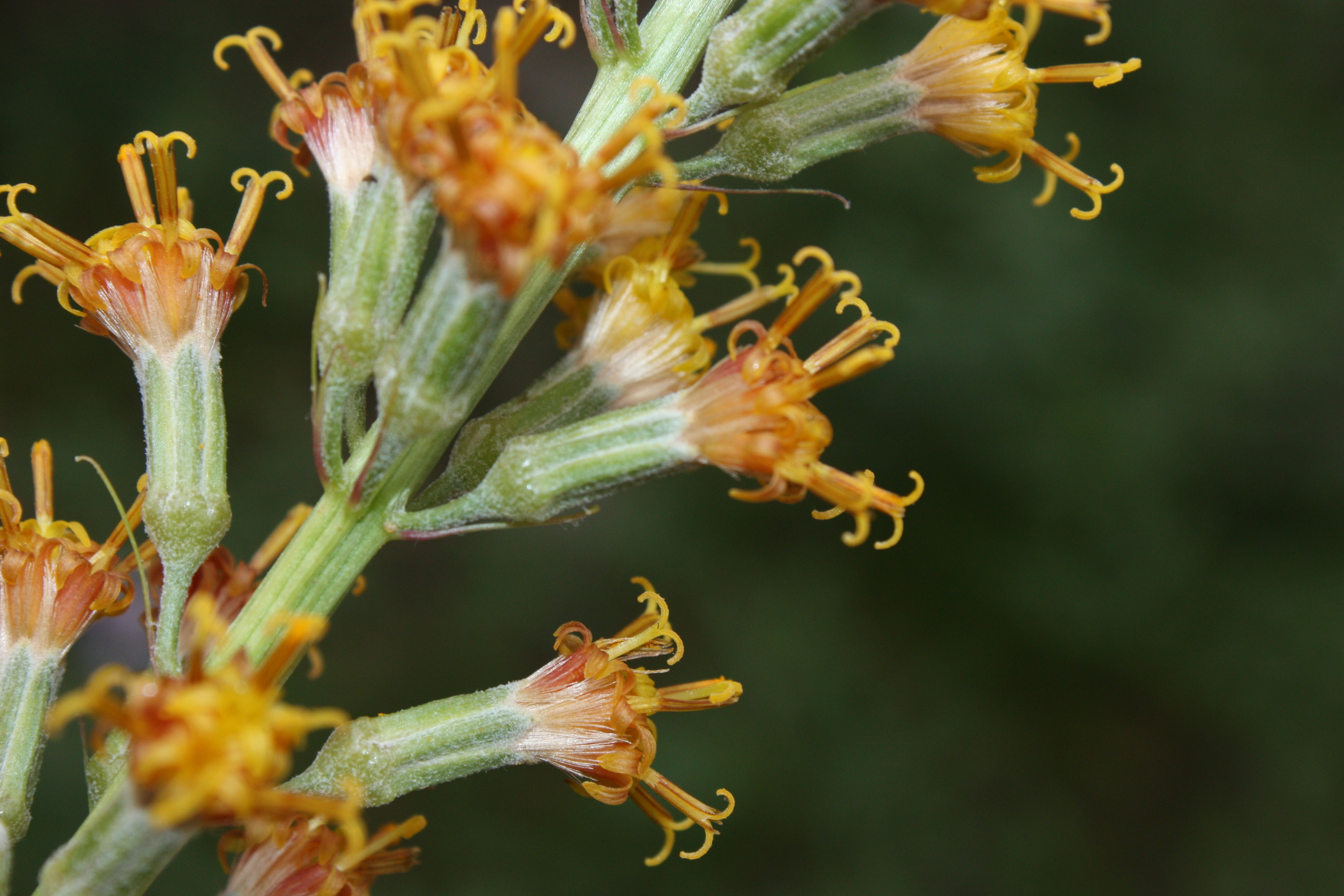
I fiori

Habitus. Rainiera stricta ha un habitus di tipo erbaceo perenne. Altezza media: 30 – 100 cm.
Radici. Le radici sono secondarie da rizoma (i rizomi sono brevi e le radici sono fibrose).
Fusto. La parte aerea in genere è eretta, semplice e poco ramosa.
Foglie. Le foglie sono sia basali che cauline disposte in modo alternato. Sono picciolate con forme affusolate alla bsase, o sessili (quelle superiori). Il contorno della lamina è intero con ampie forme da oblanceolate a spatolate; quelle superiori sono gradualmente più piccole. Le venature sono pennate. Le facce sono glabre. Dimensione delle lame fogliari: larghezza 2 - 9 cn; lunghezza 10 – 35 cm.
Infiorescenza. Le sinflorescenze sono composte da 30 - 70 capolini raccolti in racemi tirsoidi. Le infiorescenze vere e proprie sono formate da un capolino lungamente peduncolato di tipo discoide. Alla base dell'involucro (la struttura principale del capolino) non è presente un calice formato. I capolini sono formati da un involucro, con forme da cilindriche a turbinate, composto da 4 - 8 brattee, al cui interno un ricettacolo fa da base ai fiori. Le brattee sono disposte in modo più o meno embricato di solito su una o due serie e possono essere connate alla base. Il ricettacolo, a volte alveolato, è nudo (senza pagliette a protezione della base dei fiori); la forma è piatta. Diametro degli involucri: 3 – 4 mm. Dimensione delle sinflorescenze: 8 – 35 cm. Lunghezza dei peduncoli: 4 – 17 mm.
Fiori.  I fiori (pochi: 4 - 8) sono tetra-ciclici (formati cioè da 4 verticilli: calice – corolla – androceo – gineceo) e pentameri (calice e corolla formati da 5 elementi). Sono inoltre ermafroditi, tubulosi e actinomorfi.
- Formula fiorale:

*/x K {\displaystyle \infty }, [C (5), A (5)], G 2 (infero), achenio
- Calice: i sepali del calice sono ridotti ad una coroncina di squame.
- Corolla: nella parte inferiore i petali della corolla sono saldati insieme e formano un tubo. In particolare le corolle dei fiori del disco centrale (tubulosi) terminano con delle fauci dilatate a raggiera con cinque lanceolati lobi più o meno patenti. Il colore delle corolle è giallo sfumato di porpora. Lunghezza delle corolle:  10 – 12 mm.
- Androceo: gli stami sono 5 con dei filamenti liberi. La parte basale del collare dei filamenti può essere dilatata. Le antere invece sono saldate fra di loro e formano un manicotto che circonda lo stilo. Le antere alla base sono ottuse oppure sono minutamente sagittate. La struttura delle antere è di tipo tetrasporangiato, raramente sono bisporangiate. Il tessuto endoteciale è radiale o polarizzato. Il polline è tricolporato (tipo "helianthoid").[12]
- Gineceo: lo stilo è biforcato con due stigmi nella parte apicale. La forma degli stigmi è troncata; possono essere ricoperti da minute papille. Le superfici stigmatiche sono separate.  L'ovario è infero uniloculare formato da 2 carpelli.

Frutti. I frutti sono degli acheni con pappo. La forma degli acheni è cilindrico-oblunga; la superficie è percorsa da 10 - 20 coste/nervature longitudinali e può essere glabra. Non sempre il carpoforo è distinguibile. Il pappo è formato da 150 - 200 setole snelle, bianche o fulve, disposte su 3 - 4 serie. Dimensione degli acheni: 5 – 6 mm. Lunghezza del pappo: 9 – 10 mm.

## Biologia
Impollinazione: l'impollinazione avviene tramite insetti (impollinazione entomogama tramite farfalle diurne e notturne).

Riproduzione: la fecondazione avviene fondamentalmente tramite l'impollinazione dei fiori (vedi sopra).

Dispersione: i semi (gli acheni) cadendo a terra sono successivamente dispersi soprattutto da insetti tipo formiche (disseminazione mirmecoria). In questo tipo di piante avviene anche un altro tipo di dispersione: zoocoria. Infatti gli uncini delle brattee dell'involucro (se presenti) si agganciano ai peli degli animali di passaggio disperdendo così anche su lunghe distanze i semi della pianta. Inoltre per merito del pappo il vento può trasportare i semi anche a distanza di alcuni chilometri (disseminazione anemocora).

## Distribuzione e habitat
La specie di questa voce è distribuita in USA (Oregon e Washington). Queste piante fioriscono in estate su suoli umidi, pendii aperti e prati a quote comprese tra 900 – 2000 metri.

## Tassonomia
La famiglia di appartenenza di questa voce (Asteraceae o Compositae, nomen conservandum) probabilmente originaria del Sud America, è la più numerosa del mondo vegetale, comprende oltre 23.000 specie distribuite su 1.535 generi, oppure 22.750 specie e 1.530 generi secondo altre fonti (una delle checklist più aggiornata elenca fino a 1.679 generi). La famiglia attualmente (2021) è divisa in 16 sottofamiglie; la sottofamiglia Asteroideae è una di queste e rappresenta l'evoluzione più recente di tutta la famiglia.

### Filogenesi
Il genere di questa voce appartiene alla sottotribù Tussilagininae della tribù Senecioneae (una delle 21 tribù della sottofamiglia Asteroideae). La sottotribù descritta in tempi moderni da Bremer (1994), dopo le analisi di tipo filogenetico sul DNA del plastidio (Pelser et al., 2007) è risultata parafiletica con le sottotribù Othonninae e Brachyglottidinae annidiate al suo interno. Attualmente con questa nuova circoscrizione la sottotribù Tussilagininae s.s. risulta suddivisa in quattro subcladi.
Il genere di questa voce appartiene al subclade la cui distribuzione è principalmente nel Nuovo Mondo ed è composto dai seguenti generi Cacaliopsis, Lepidospartum, Luina, Rainiera e Tetradymia. Questi cinque generi nordamericani formano un "gruppo fratello" ai tre generi del gruppo informale Blennospermatinae.
l cladogramma seguente, tratto dallo studio citato e semplificato, mostra una possibile configurazione filogenetica del gruppo.
|  | Lepidospartum |
|  |               |
|  | Tetradymia    |
|  |               |

|  | Luina                                                            |
|  |                                                                  |
|  | \| \| Rainiera stricta \| \| \| \| \| \| Cacaliopsis \| \| \| \| |
|  |                                                                  |
|  | Rainiera stricta                                                 |
|  |                                                                  |
|  | Cacaliopsis                                                      |
|  |                                                                  |

|  | Rainiera stricta |
|  |                  |
|  | Cacaliopsis      |
|  |                  |

|  | Lepidospartum |
|  |               |
|  | Tetradymia    |
|  |               |

|  | Luina                                                            |
|  |                                                                  |
|  | \| \| Rainiera stricta \| \| \| \| \| \| Cacaliopsis \| \| \| \| |
|  |                                                                  |
|  | Rainiera stricta                                                 |
|  |                                                                  |
|  | Cacaliopsis                                                      |
|  |                                                                  |

|  | Rainiera stricta |
|  |                  |
|  | Cacaliopsis      |
|  |                  |

I caratteri distintivi per la specie  Rainiera stricta sono:
- le foglie sono in maggioranza basali, glabre e lunghe 15 - 35 cm;
- le sinflorescenze sono composte da capolini elongati organizzati in recemi tirsoidi.

### Sinonimi
Sono elencati alcuni sinonimi per questa entità:
- Luina stricta (Greene) B.L.Rob., 1913
- Prenanthes stricta  Greene, 1889
- Psacalium strictum  (Greene) Greene, 1892
- Sonchus strictus  Pau, 1924